# Mignon (Batterie)

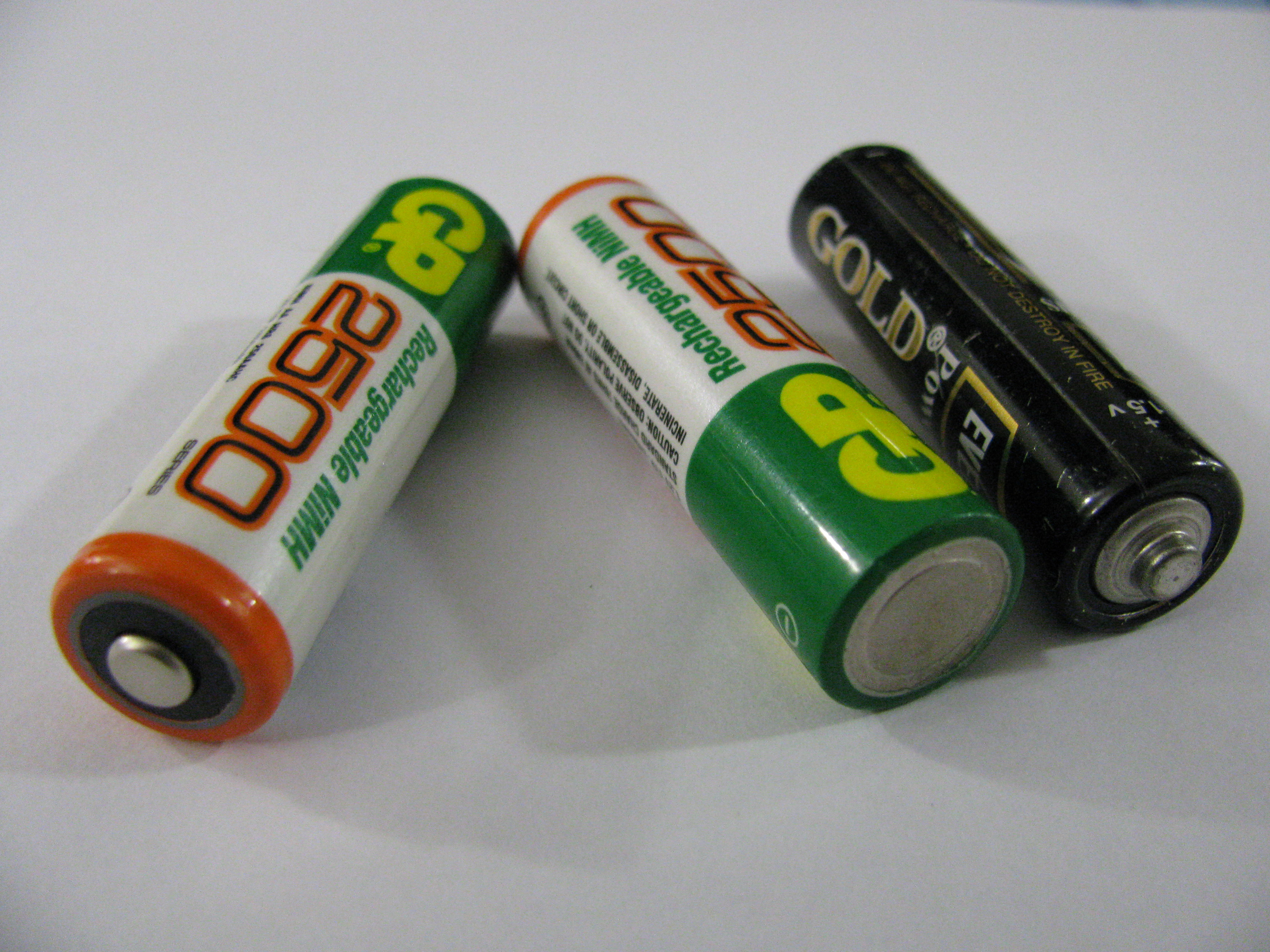
Drei Mignonzellen

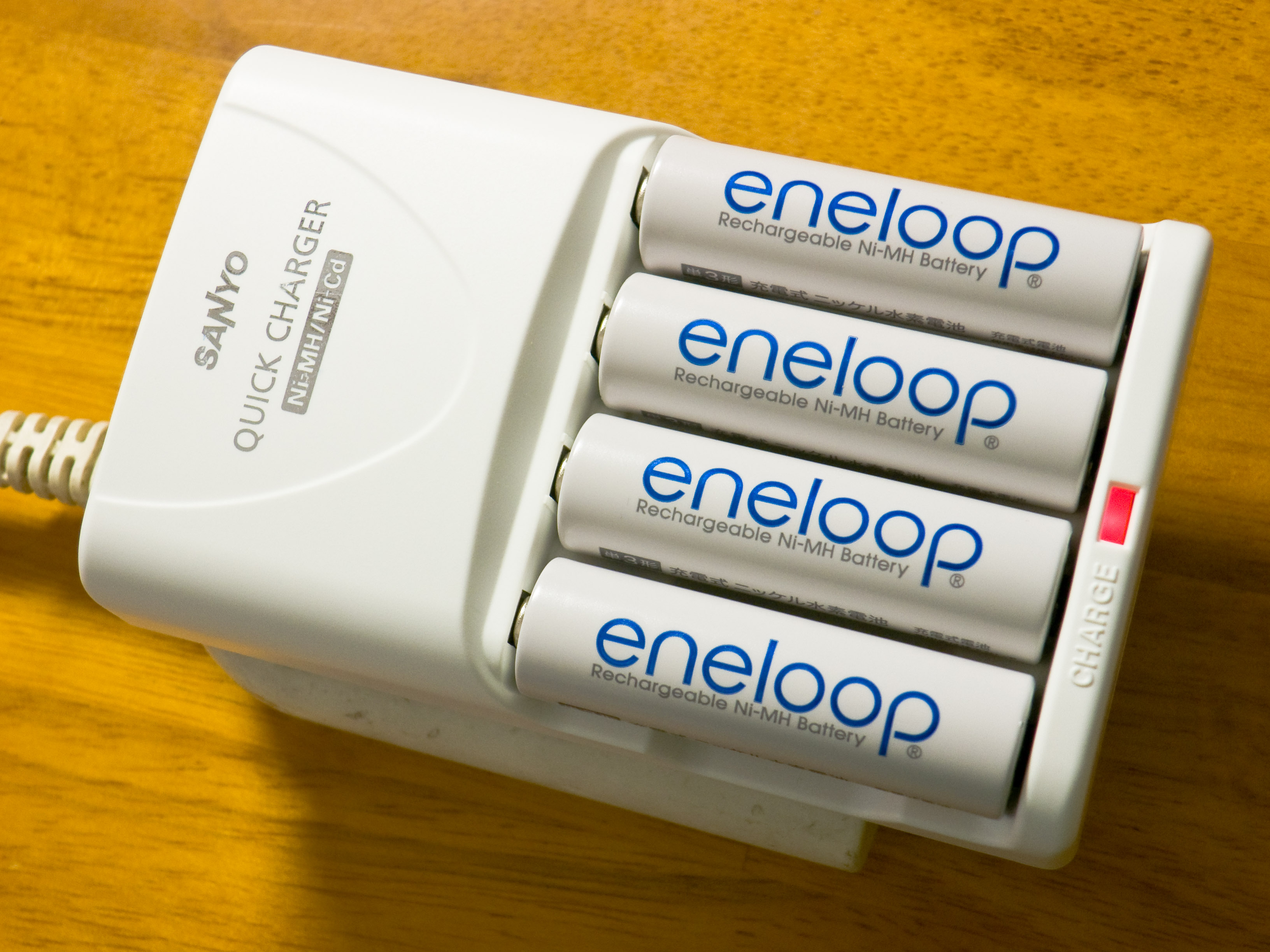
Vier LSD-Akkus in einem Akkuladegerät

Mignon, Mignonzelle, AA, AA-Zelle oder IEC-Größe R6 sind gängige Bezeichnungen für eine genormte, weit verbreitete Baugröße einer Batteriezelle. Die Bezeichnung Mignon kommt aus dem Französischen und bedeutet dort „niedlich“. Es handelt sich um zylindrische Rundzellen mit einem Durchmesser von 13,5 mm bis 14,5 mm und einer Höhe von 49,2 mm bis 50,5 mm. In der IEC-Norm sind nur die beiden Maximalwerte genannt. Daraus ergibt sich ein Volumen von etwa 7,5 cm³ bis 8,0 cm³.
Mignonzellen werden mit verschiedenen elektrochemischen Systemen hergestellt, die sich in Nennspannung, Kapazität und Belastbarkeit deutlich unterscheiden können. Die Kapazitäten von AA-Akkus liegen im Bereich von ca. 0,8 Ah bis 3 Ah, gängig sind mit Stand 2014 z. B. 1,9 Ah bis 2,5 Ah. Je nach System werden weitere, oft herstellerspezifische Bezeichnungen für nichtwiederaufladbare und wiederaufladbare Mignonzellen verwendet.
Aufgrund der geringen Zellspannung von üblicherweise 1,2 V bis 1,5 V werden in Geräten meist mehrere Zellen zu einer Batterie zusammengeschaltet. 
Mignonzellen werden vorwiegend in kleinen, oft tragbaren, elektrischen und elektronischen Geräten verwendet. Beispiele sind Schnurlostelefone, Fotoapparate, Spielzeuge, Elektronenblitzgeräte, Taschenlampen, Fahrradlampen, elektronische Wecker und Fernbedienungen.
Obwohl die elektrische Kapazität von Mignonzellen für manche Anwendungen eher unbefriedigend ist, kommen sie häufig deswegen zum Einsatz, weil sie sehr platzsparend in Serie geschaltet werden können, um höhere Spannungen, wie sie z. B. für Mikroelektronik notwendig sind, zu erzeugen. Nur wenn eine geringe elektrische Kapazität ausreicht, ist ein 9-Volt-Block wirtschaftlicher. Auch die Tatsache, dass Mignon-Batterien quasi überall erhältlich sind, spricht für deren Einsatz.

## Typenübersicht
| Elektrochemisches System                          | Nennspannung in (V)                               | IEC                                               | ANSI                                              | Sonstige Bezeichnung                                                    | typ. Kapazität in (Ah)                            | typ. Energie in (Wh)                              |
| Nichtwiederaufladbare Mignonzellen (Primärzellen) | Nichtwiederaufladbare Mignonzellen (Primärzellen) | Nichtwiederaufladbare Mignonzellen (Primärzellen) | Nichtwiederaufladbare Mignonzellen (Primärzellen) | Nichtwiederaufladbare Mignonzellen (Primärzellen)                       | Nichtwiederaufladbare Mignonzellen (Primärzellen) | Nichtwiederaufladbare Mignonzellen (Primärzellen) |
| ------------------------------------------------- | ------------------------------------------------- | ------------------------------------------------- | ------------------------------------------------- | ----------------------------------------------------------------------- | ------------------------------------------------- | ------------------------------------------------- |
| Alkali-Mangan                                     | 1,5                                               | LR6                                               | 15A, 15AC                                         | AM3, AM-3, MN1500, MX1500, E91, X91, EN91, 4006, 4106, 4206, 4706, 4906 | 2,0                                               | 3,0                                               |
| Zink-Kohle                                        | 1,5                                               | 0R6                                               | 15D, 15CD, 15D, 15F                               | UM3, UM-3, 2006, 3006, BA-58/U                                          | 1,2                                               | 1,8                                               |
| Lithium-Eisensulfid                               | 1,5                                               | FR6                                               | 15LF                                              | L91                                                                     | 3,0                                               | 4,5                                               |
| Nickel-Oxyhydroxid                                | 1,7                                               | ZR6                                               | —                                                 | NX1500                                                                  |                                                   |                                                   |
| Lithium-Thionyl-Chlorid                           | 3,6                                               | —                                                 | LS14500                                           | 14500                                                                   | 2,6                                               | 9,3                                               |
| Wiederaufladbare Mignonzellen (Sekundärzellen)    |                                                   |                                                   |                                                   |                                                                         |                                                   |                                                   |
| LSD-Nickel-Metallhydrid                           | 1,2                                               | HR6                                               | 1.2H2                                             | eneloop                                                                 | 2,0                                               | 2,4                                               |
| Nickel-Metallhydrid                               | 1,2                                               | HR6                                               | 1.2H2                                             | NH15                                                                    | 2,5                                               | 3,0                                               |
| Nickel-Cadmium                                    | 1,2                                               | KR6, KR157/51                                     | 1.2K2                                             | CH15, 5006                                                              | 1,0                                               | 1,2                                               |
| RAM-Zellen                                        | 1,5                                               |                                                   |                                                   |                                                                         | 1,8                                               | 2,7                                               |
| Lithium-Ionen                                     | 3,7                                               |                                                   | LS14500                                           | 14500                                                                   | 0,75                                              | 2,8                                               |
| Nickel-Zink                                       | 1,6                                               |                                                   |                                                   |                                                                         | 1,5                                               | 2,4                                               |